# International Security
International Security est une revue académique à comité de lecture dans le domaine de la sécurité internationale et nationale. Fondée en 1976, International Security est considérée comme l'une des revues les plus importantes dans le domaine des relations internationales,. Elle est éditée par l'université Harvard (Belfer Center for Science and International Affairs).
Elle est publiée quatre fois par an par MIT Press. L'actuel rédacteur en chef est Steven E. Miller (Université Harvard).
Selon le Journal Citation Reports, la revue a un facteur d'impact en 2017 de 4,135, la classant 2e sur 85 revues dans la catégorie "Relations Internationales". Avec la revue Security Studies, c'est la revue la plus importante consacrée aux études de sécurité,. Les articles de International Security ont tendance à faire usage de méthodes qualitatives, en particulier l'analyse historique qualitative. Les articles sont également plus susceptibles d'inclure des prescriptions politiques que les autres principales revues de relations internationales.
Le premier article d'International Security était « Arms Control and World Order » de Hedley Bull. Chaque numéro a une longueur moyenne de 208 pages.